# Рюппель, Леандер
Леандер Рюппель из Руппаха (чеш. Leander Rüppel z Ruppachu; умер 21 июня 1621, Прага, Чешское королевство) — пражский мещанин немецкого происхождения, доктор юриспруденции, тайный советник императора. Примкнул к антигабсбургскому восстанию 1618 года, вошёл в состав нового чешского правительства — Директории. После поражения был приговорён к смерти за измену, оскорбление величества и подстрекательство народа к мятежу, казнён на Староместской площади вместе с 26 своими товарищами. Поскольку очерёдность зависела от социального положения осуждённых (сначала три пана, потом семь рыцарей, потом мещане), Рюппель был обезглавлен 17-м. Палач сначала отрубил ему правую руку, которой Рюппель присягал на верность императору.
Имя Леандера Рюппеля выбито на мемориальной доске, которую установили на стене Староместской ратуши. О казни его и товарищей напоминают кресты на брусчатке Староместской площади.